# Ministère des Affaires étrangères (Russie)
Pour les articles homonymes, voir Ministère des Affaires étrangères.
Le ministère des Affaires étrangères (MAE russe ; russe : Министерство иностранных дел Российской Федерации ou МИД, России) est le ministère des Affaires étrangères du gouvernement de la fédération de Russie chargé de la politique étrangère. Il a son siège à Moscou. Depuis 2004, le ministre des Affaires étrangères est Sergueï Lavrov. Le président russe Dmitri Medvedev a signé le décret sur la création d'un emblème sous forme d'un héraldique du ministère des Affaires étrangères de la fédération de Russie.
Le ministère existe depuis 1991. Il occupe un bâtiment construit en 1953 qui fait partie du groupe des gratte-ciel staliniens connus sous le nom de « Sept Sœurs ». Il est la troisième sœur, et il mesure 172 m de haut pour 27 étages.

## Agences précédentes
- Ordre des Ambassadeurs (1549-1720)
- Collège des Affaires étrangères (1717-1802)
- Ministère des Affaires étrangères de l'Empire russe (1802-1917)
- PCFA (1917-1946)
- Ministère des Affaires étrangères de l'URSS (1946-1991)

## Départements fonctionnels
- MAE de la Russie de la place Smolenskaïa
- Premier ministère des pays de la CEI (général)
- Département du Secrétariat du ministre
- Le Secrétariat général (ministère)
- Département de la planification de la politique étrangère
- Département des organisations internationales
- Département des affaires de sécurité et de désarmement
- Département des nouveaux défis et menaces
- Département de la coopération humanitaire et des droits de l'homme
- Information et Service de Presse
- Département de la coopération européenne
- Département de la coopération économique
- Service juridique
- Département du travail avec les compatriotes à l'étranger
- Département pour les relations avec les régions, le parlement et les organisations politiques
- Département du personnel
- Département consulaire
- Département du Protocole d'État
- Département de la sécurité
- Section historique et documentaire
- Département administratif
- Département monétaire et financier
- Ministère de la Construction de la capitale et des biens à l'étranger
- Département du courrier diplomatique
- Département de la Communication

## Vice-ministres des Affaires étrangères
Depuis décembre 2011, l'organigramme est le suivant :
- Andreï Denissov — Premier vice-ministre
- Grigori Karassine — Secrétaire d'État (relations avec les pays de la CEI, et avec d'autres organes d'État)
- Mikhaïl Bogdanov : relations avec les pays d'Afrique et du Proche-Orient
- Alexandre Grouchko : relations avec les organisations européennes, ainsi qu'avec les pays d'Europe de l'Ouest et d'Europe du Sud
- Sergueï Riabkov : relations avec les pays d'Amériques, questions de sécurité et de désarmement, participation de la Russie au G8
- Vladimir Titov : relations avec les pays d'Europe centrale et d'Europe de l'Est
- Guennadi Gatilov : questions relatives à l'ONU et à d'autres organismes internationaux, droits de l'homme
- Igor Morgoulov : relations avec les pays d'Asie

Le 25 décembre 2012, Alexeï Mechkov a été nommé vice-ministre des Affaires étrangères.
Depuis, Sergueï Riabkov lui a succédé.